# Chiesa di Santa Maria Regina della Famiglia
La chiesa di Maria, Madre della Famiglia è un luogo di culto cattolico situato all'interno della Città del Vaticano, in largo San Matteo, nei Giardini Vaticani, adiacente al Palazzo del Governatorato. Si noti che il nome esatto della Chiesa è "Maria, Madre della Famiglia". La dicitura "Santa Maria Regina della Famiglia" non è propriamente corretta.
È la cappella del Governatorato dello Stato della Città del Vaticano.

## Storia
Nel 1926, venne commissionata all'architetto vercellese Giuseppe Momo da papa Pio XI la costruzione di un edificio all'interno dei Giardini Vaticani, alle spalle della Basilica di San Pietro, come nuova sede del Pontificio Seminario Romano Minore; annesso a questo vi doveva essere una cappella dedicata a Santa Marta, in ricordo della chiesa omonima, demolita l'anno precedente. In seguito ai Patti lateranensi (11 febbraio 1929) fu cambiata la destinazione d'uso del palazzo in sede del Governatorato dello Stato della Città del Vaticano e la chiesa di Santa Marta ne divenne la cappella.
Nel 1982, il presbiterio venne riadattato alle nuove esigenze liturgiche sancite dal Concilio Ecumenico Vaticano II e venne installato il nuovo altare maggiore.
Nel 2007, in seguito ad un intervento di restauro sia all'interno, sia all'esterno, la chiesa, per volere del papa Benedetto XVI, ha cambiato titolazione in chiesa di Maria Madre della Famiglia ed è stata solennemente dedicata il giorno 13 settembre dello stesso anno dal cardinale Tarcisio Bertone.

## Descrizione

### Arte e architettura
La chiesa di Maria Madre della Famiglia, annessa al Palazzo del Governatorato e ad essa collegato tramite un portico sorretto da colonne e chiuso da vetri, è situata all'interno dei Giardini Vaticani, alle spalle della Basilica di San Pietro, non lontano dalla stazione ferroviaria e dalle Mura Leonine.
La chiesa è in un sobrio stile neobarocco, con esterno caratterizzato dalla facciata. Quest'ultima è rivolta verso sud ed è a capanna, con frontone triangolare di coronamento sorretto da due lesene corinzie, una per lato; al centro si apre il portale, con timpano recante un bassorilievo raffigurante il Mistero eucaristico, sormontato da una grande finestra a lunetta. Il paramento murario esterno è in mattoni a vista, con elementi decorativi in travertino.
L'interno della chiesa di Santa Maria Regina della Famiglia è a navata unica di tre campate coperta con volta a botte lunettata e sei cappelle laterali, tre per lato. Le cappelle di sinistra, a partire dalla controfacciata, sono dedicate a San Giuseppe, alla Madonna di Guadalupe e a Santa Marta; la prima cappella di destra è dedicata a San Giovanni Battista e la terza al Sacro Cuore; la seconda cappella di destra è priva di altare, presente invece in tutte le altre, ed in essa si apre una porta che comunica con il Palazzo del Governatorato. I quadri sopra gli altari laterali sono stati realizzati nel 1928 da Antonio Soranzo. L'illuminazione naturale dell'interno della chiesa è garantita da sei grandi finestre a lunetta, tre per lato, poste nella navata, sopra le cappelle laterali. Sopra l'ingresso principale, invece, vi è la cantoria, poggiante sul sottostante endonartece.
L'abside, esternamente poligonale ed internamente semicircolare, ospita il presbiterio con, al centro, l'altare maggiore (1982), costituito da una mensa in marmo sorretta da un capitello corinzio. Alle spalle dell'altare, un quadro con la Madonna in trono col Bambino tra due santi.

### Organo a canne
Sulla cantoria in controfacciata, si trova l'organo a canne, costruito dall'organaro cremonese Daniele Giani nel 2007.
Lo strumento, a trasmissione integralmente meccanica, ha consolle a finestra, con due tastiere di 58 note ciascuna e pedaliera dritta di 30; l'elegante cornice lignea laccata incornicia la mostra, composta da 43 canne di principale disposte in cinque campi distinti, con bocche a mitria.